# جامعة هرجيسا
جامعة هرجيسا (بالصومالية: Jaamacadda Hargeysa)‏ ،(بالانجليزي University of Hargeisa، مختصر UoH ) هي جامعة عامة تقع في هرجيسا ، عاصمة صوماليلاند . تأسست المؤسسة عام 2000. إنها مؤسسة التعليم العالي الرائدة والأكبر في البلاد وتقدم مجموعة واسعة من الدورات الجامعية والدراسات العليا في مختلف المجالات.

## التاريخ
مؤسسة تأسست في عام 2002 من قبل فوزية يوسف.  
منذ إنشائها ، تعاونت الجامعة مع العديد من الشركاء الأكاديميين والدوليين بقدرات مختلفة ، بما في ذلك UCL ، و King's College ، وجامعة Harvard ، و UCSI ، والجامعة الدولية في إفريقيا ، وجامعات محلية أخرى في القرن الأفريقي.

## القيادة
الرئيس الحالي للجامعة هو الدكتور محمود يوسف موسى الحاصل على درجة الدكتوراه. في التربية من الجامعة الإسلامية العالمية في ماليزيا. سبق أن ترأس الجامعة بعض العلماء الصوماليين المعروفين الآخرين ، بما في ذلك البروفيسور حسين أ. بلهان ، خريج جامعة هارفارد.

## الطلاب
تضم الجامعة أكثر من 7000 طالب وتعمل على نظام من أربع إلى ست سنوات.

## خريج متميز
من بين الخريجين البارزين الرئيس الحالي لصوماليلاند موج: موسى بيهي عبدي وأول نائب للمدعي العام الوطني في أرض الصومال خضرة حسين محمد .
كما تمنح الجامعة جائزة الدكتوراه الفخرية السنوية لأفراد المجتمع المتميزين ، وقد مُنحت أولى جوائزها لعبدي وارعب. . 

## المدارس والكليات
تتكون الجامعة من 14 كلية ومدرسة ومعهد مختلفة تقدم برامج جامعية ودراسات عليا مختلفة: 
- كلية الطب البيطري والزراعي [6]
- كلية العلوم التطبيقية والطبيعية [7]
- كلية الأعمال والإدارة العامة [8]
- كلية التربية [9]
- كلية الهندسة [10]
- كلية الحاسبات وتكنولوجيا المعلومات [11]
- كلية القانون [12]
- كلية الطب وعلوم الصحة [13]
- كلية العلوم الاجتماعية والإنسانية [14]
- كلية الدراسات الإسلامية واللغة العربية [15]
- مدرسة هرجيسا للاقتصاد [16]
- كلية الدراسات العليا [17]
- معهد دراسات السلام والصراع [18]
- معهد Gaariye للدراسات الصومالية ودراسات الأدب [19]

## برامج الدراسات العليا
تقدم الجامعة برامج الدراسات العليا ، بما في ذلك دبلوم الدراسات العليا والماجستير ، في المجالات التالية: 
| العلاقات الدولية والدبلوماسية | المدة: سنتان |
| الحكم والقيادة                | المدة: سنتان |
| دراسات التنمية                | المدة: سنتان |
| تخطيط وإدارة المشاريع         | المدة: سنتان |
| الصحة العامة والتغذية         | المدة: سنتان |
| القيادة التربوية وإدارة       | المدة: سنتان |
| الصحة الإنجابية               | المدة: سنتان |
| طب العيون                     | المدة: سنتان |

## معهد دراسات السلام والصراع
تأسس معهد دراسات السلام والنزاع (IPCS) في فبراير 2008. 
ومن بين الخريجين عبد الرحمن أو علي فرح ، نائب رئيس جمهورية أرض الصومال السابق. موسى بيهي عبدي ، الرئيس الحالي لجمهورية أرض الصومال ورئيس حزب Kulmiye الحاكم ؛ وعبد الرحمن محمد عبد الله ، الرئيس السابق لمجلس النواب في أرض الصومال ورئيس حزب الوداني . 
يقدم IPCS درجتي ماجستير ذائعة الصيت محليًا: ماجستير الآداب في دراسات السلام والصراع وماجستير الآداب في التعليم والصراع وبناء السلام. 

## كلية الطب و العلوم الصحية
كلية الطب وعلوم الصحة جزء من الجامعة.  

## أعضاء هيئة التدريس
يوجد بالجامعة عدد كبير من الأكاديميين في جميع كلياتها. حوالي 60 في المائة من الموظفين كانوا من حملة الدكتوراه والماجستير في العام الدراسي 2017/2018. 
| العام الدراسي 2017/2018 |                                |         |                   |                       |       |
| #                       | اسم الكلية                     | دكتوراه | ماجستير / ماجستير | بكالوريوس / بكالوريوس | مجموع |
| 1                       | IPCS / SPGS                    | 23      | 11                | 0                     | 34    |
| 2                       | أغر / بيطري                    | 3       | 18                | 7                     | 28    |
| 3                       | تكنولوجيا المعلومات والاتصالات | 2       | 11                | 15                    | 28    |
| 4                       | هندسة                          | 1       | 17                | 24                    | 42    |
| 5                       | القانون                        | 0       | 15                | 6                     | 21    |
| 6                       | بكالوريوس                      | 2       | 15                | 8                     | 25    |
| 7                       | اقتصاديات                      | 0       | 16                | 2                     | 18    |
| 8                       | الدواء                         | 2       | 23                | 22                    | 47    |
| 9                       | تطبيق. علم                     | 2       | 32                | 35                    | 69    |
| 10                      | مربط اسلامي.                   | 1       | 10                | 7                     | 18    |
| 11                      | التعليم                        | 2       | 3                 | 24                    | 29    |
| 12                      | الخدمة الاجتماعية              | 0       | 9                 | 2                     | 11    |
| مجموع                   |                                | 38      | 180               | 152                   | 370   |